# Beweg dich mit mir Tour
Bei der Beweg dich mit mir Tour handelt es sich um die erste eigenständige Tournee des deutschen Elektropop-Duo Glasperlenspiel.

## Hintergrund
Die Beweg dich mit mir Tour war die erste Konzertreihe von Glasperlenspiel, die das Duo als Headliner spielte. Diese erstreckte sich in drei Etappen über ein Jahr – im Zeitraum vom 11. Oktober 2011 bis zum 22. Dezember 2012 – und führte das Duo mit ihrer Begleitband durch 50 Städte in Deutschland sowie für ein Konzert nach Zürich in die Schweiz.
Während der Tour kam es zu einigen Verschiebungen so musste das Konzert in Bremen vom 15. Oktober 2011 auf den 17. Februar 2012 verschoben werden, Krefeld vom 16. Oktober 2011 auf den 15. Februar 2012 und Augsburg vom 1. Februar 2012 auf den 10. Mai 2012.

## Tourdaten
| Datum             | Stadt                  | Veranstaltungsort        | Land        |
| ----------------- | ---------------------- | ------------------------ | ----------- |
| 11. Oktober 2011  | Hamburg                | Logo                     | Deutschland |
| 12. Oktober 2011  | Berlin                 | Magnet                   | Deutschland |
| 13. Oktober 2011  | Frankfurt am Main      | Nachtleben               | Deutschland |
| 18. Oktober 2011  | Köln                   | Werkstatt                | Deutschland |
| 20. Oktober 2011  | Dresden                | Bärenzwinger             | Deutschland |
| 22. Oktober 2011  | Wuppertal              | Live Club Barmen         | Deutschland |
| 23. Oktober 2011  | München                | Ampere                   | Deutschland |
| 15. Dezember 2011 | Merzig                 | Villa Fuchs              | Deutschland |
| 16. Dezember 2011 | Worms                  | Das Wormser              | Deutschland |
| 23. Dezember 2011 | Stockach               | Bürgerhaus „Adler Post“  | Deutschland |
| 2. Februar 2012   | Stuttgart              | Universum                | Deutschland |
| 3. Februar 2012   | Weinheim               | Café Central             | Deutschland |
| 4. Februar 2012   | Fulda                  | Kreuz                    | Deutschland |
| 8. Februar 2012   | Mainz                  | Frankfurter Hof          | Deutschland |
| 9. Februar 2012   | Freiburg im Breisgau   | Jazzhaus                 | Deutschland |
| 15. Februar 2012  | Krefeld                | Kulturfabrik             | Deutschland |
| 16. Februar 2012  | Osnabrück              | Glanz & Gloria           | Deutschland |
| 17. Februar 2012  | Bremen                 | Lagerhaus                | Deutschland |
| 18. Februar 2012  | Zwickau                | Alter Gasometer          | Deutschland |
| 4. März 2012      | Dortmund               | FZW                      | Deutschland |
| 21. März 2012     | Leipzig                | Werk II                  | Deutschland |
| 22. März 2012     | Magdeburg              | Projekt 7                | Deutschland |
| 23. März 2012     | Rostock                | Zwischenbau              | Deutschland |
| 24. März 2012     | Köln                   | Werkstatt                | Deutschland |
| 28. März 2012     | Greven                 | Kulturschmiede           | Deutschland |
| 29. März 2012     | Hamburg                | Logo                     | Deutschland |
| 30. März 2012     | Berlin                 | Fritzclub                | Deutschland |
| 31. März 2012     | Erfurt                 | Museumskeller            | Deutschland |
| 19. April 2012    | Neu-Ulm                | Kulturpark               | Deutschland |
| 20. April 2012    | Trier                  | Tuchfabrik               | Deutschland |
| 21. April 2012    | Kaiserslautern         | Kammgarn                 | Deutschland |
| 22. April 2012    | Karlsruhe              | Jubez                    | Deutschland |
| 8. Mai 2012       | Nürnberg               | Hirsch                   | Deutschland |
| 9. Mai 2012       | München                | Ampere                   | Deutschland |
| 10. Mai 2012      | Augsburg               | Spectrum                 | Deutschland |
| 18. Mai 2012      | Ingolstadt             | Eventhalle Westpark      | Deutschland |
| 1. November 2012  | Kassel                 | Musiktheater             | Deutschland |
| 2. November 2012  | Wilhelmshaven          | Pumpwerk (Kulturzentrum) | Deutschland |
| 3. November 2012  | Kiel                   | Pumpe                    | Deutschland |
| 4. November 2012  | Hannover               | Musikzentrum             | Deutschland |
| 6. November 2012  | Bochum                 | Zeche                    | Deutschland |
| 7. November 2012  | Bonn                   | Harmonie                 | Deutschland |
| 8. November 2012  | Frankfurt am Main      | Batschkapp               | Deutschland |
| 9. November 2012  | Dresden                | Beatpol                  | Deutschland |
| 11. November 2012 | Saarbrücken            | Garage                   | Deutschland |
| 12. November 2012 | Stuttgart              | LKA Longhorn             | Deutschland |
| 13. November 2012 | Zürich                 | Papiersaal               | Schweiz     |
| 15. November 2012 | Berlin                 | Postbahnhof              | Deutschland |
| 16. November 2012 | Mannheim-Neckarau      | Alter Seilerei           | Deutschland |
| 17. November 2012 | Memmingen              | Kaminwerk                | Deutschland |
| 22. Dezember 2012 | Radolfzell am Bodensee | Milchwerk                | Deutschland |

## Setlist
Während des Konzertes in der Kölner Werkstatt am 18. Oktober 2011 präsentierte Glasperlenspiel zusammen mit ihrer Begleitband 16 unterschiedliche Titel. Aus dem Präsentationsalbum spielte das Duo alle Titel aus der Standardausführung, lediglich das Lied Tränen, aus der iTunes (Special Version), war nicht Teil der Tour. Darüber hinaus spielte das Duo mit Freier Fall einen Titel, der auf keinem Album erschien sowie mit Risiko einen neuen Titel, der auf dem Nachfolgealbum Grenzenlos (Mai 2013) veröffentlicht wurde.
Setlist: Köln, Werkstatt, 18. Oktober 2011
1. Beweg dich mit mir
2. Ich bin ich
3. Magnetisch
4. Alles auf Anfang
5. Traumschiff
6. Risiko
7. Freier Fall
8. Das Gleiche
9. Tanzen
10. Weit weg
11. Ich hol dich hier raus
12. Dein Geheimnis
13. Echt
14. Freundschaft

Zugabe
1. Echt (Remix)
2. Herzschlag[4]